# Мамбрини, Лоренцо
Лоренцо Мамбрини (итал. Lorenzo Mambrini; 3 июля 1978, Читта-ди-Кастелло, Италия) — итальянский футболист и тренер.

## Карьера
Воспитанник клуба «Пиза». Некоторое время выступал за «Ареццо». Завершил карьеру из-за травмы.
С 2013 года (с перерывом) Мамбрини в качестве тренера работает на Кубе. В 2017 году он возглавил национальную команду этой страны, которую руководил до 2018 года. Также специалист успешно трудился в Панаме.

## Достижения
- Чемпион Панамы (1): Кл. 2015.
- Чемпион Кубы (2): 2017, 2018.